# Annelies Appelhof
 (février 2019).
Si vous disposez d'ouvrages ou d'articles de référence ou si vous connaissez des sites web de qualité traitant du thème abordé ici, merci de compléter l'article en donnant les références utiles à sa vérifiabilité et en les liant à la section « Notes et références ».
 (février 2019).
Annelies Appelhof, née le 25 mai 1981 à Amsterdam,, est une actrice néerlandaise.

## Filmographie

### Cinéma et téléfilms
- 2012 : Hoe kom je erop? : La femme enceinte
- 2012 : Hybris : La petite amie
- 2012 : Het Contract : Patty
- 2013 : Armada's Organizer : L'officier de police
- 2013 : Finn : La maman
- 2014 : StartUp (nl) : Romy Meesters
- 2014 : Breekbaar : Ilse
- 2015 : Dagboek van een callgirl (nl) : Naomi
- 2015 : Bluf : Louise
- 2016 : Hoe het zo kwam dat de Ramenlapper Hoogtevrees Kreeg : La jeune femme aux cheveux roux
- 2016 : Vlucht HS13 (nl) : Alexandra Alex Reisel
- 2017 : TreurTeeVee (nl) : Deux rôles (Katja et Esther van Basten Batemburg)
- 2017 : Flikken Maastricht : Dorien van Galen
- 2017 : Molly : Kimmy
- 2017 : Toon : La prostituée
- 2017 : Circus Noël (nl) : La femme dragon
- 2018 : De Spa : Jokaste
- 2019 : Where the Birds go : Robin
- 2019 : De Club van Lelijke Kinderen (nl) : La mère de Bob